# Eleutherodactylus amplinympha
Eleutherodactylus amplinympha (лат.) — вид земноводных из рода листовых лягушек. Эндемик внутренних районов острова Доминика, Международным союзом охраны природы определяется как вымирающий вид.

## Систематика и название
Eleutherodactylus amplinympha относится к роду листовых лягушек, входя в ряд видов, близкородственных Eleutherodactylus martinicensis. Частью источников включается в номинативный подрод Eleutherodactylus (Eleutherodactylus). Видовое отличие от E. martinicensis было установлено в 1992 году, но формальное описание нового вида датируется 1994 годом.
Видовое название amplinympha образовано от латинских слов amplus («большой») и nympha («нимфа»). Название связано с крупными размерами самок и с тем, что песню самцов можно легко услышать в дождевом лесу, но увидеть их намного труднее из-за постоянного тумана, характеризующего среду обитания. Местное название — «гунуж» (фр. Gounouj).

## Внешний вид и образ жизни
Лягушка средних размеров (хотя крупнее близкородственных видов в рамках рода листовых лягушек), самки значительно крупнее самцов. Длина тела самок от кончика морды до задней оконечности клоачного отверстия часто превышает 35 мм, встречаются экземпляры длиной более 50 мм. Максимальная зафиксированная длина тела самцов — 26,4 мм. Голова вытянутая в длину (при этом по ширине больше, чем туловище), уплощённая сверху, головные гребни отсутствуют. Угол между верхней плоскостью и боковой частью головы (canthus rostralis) прямой, чётко выраженный; лицевой регион в передней половине немного вогнутый. Морда слегка скруглённая по краям, при виде сверху трапециевидная. Глаза большие, выпуклые, с бородавками на верхнем веке. Ноздри круглые, немного выдающиеся в стороны, межноздревое пространство не утоплено. Рот сдвинут к передней части рыла, губы не выпуклые, на нижней губе небольшой, но отчётливый сосковидный бугорок. У самцов продолговатые голосовые щели тянутся от середины боковой поверхности языка до угла челюсти, расположенные снаружи под горлом голосовые мешки двудольные.
Передние конечности умеренно мощные, пальцы тонкие и длинные, без боковой бахромы и с широкими овальными подушечками на дисках. 3-й палец длиннее 4-го, а тот в свою очередь длиннее 1-го и 2-го. Задние конечности длинные, умеренно мощные, когда ноги согнуты под прямым углом к оси тела, образуется нахлёст в пяточной части. Задние пальцы тонкие и длинные, с крупными овальными дисками. Имеется небольшая боковая бахрома, перепонки отсутствуют. Соотношение длин задних пальцев I<II<V<III<IV.
Окраска и рисунок на коже непостоянные, не зависят от пола или района обитания. Спина может быть тёмно- или светло-бурой, оливковой, красной, оранжевой, розовой или кремовой, морда обычно более светло окрашена. Обычно имеются тёмные полосы вдоль угла морды и над барабанными перепонками. Ступни сверху тёмно-бурые, иногда разделённые посередине тонкой линией кремового цвета. Рисунок может включать оранжевую или кремовую полосу вдоль середины спины, варьирующую по ширине и иногда с тёмно-бурой или чёрной каймой; более светлые узкие полосы по краям спины; тёмную полосу между глазами со светлой окантовкой; тёмные или светлые крапинки на морде. Бока тёмные, чаще всего тёмно-бурые и обычно темнее спины. Живот светлоокрашенный, оттенки от кремового до бежевого, с редкими пестринами. Конечности сверху тёмно-бурые, иногда с более светлыми отметинами различной формы или с 1—2 поперечными полосами более тёмного оттенка. Внутренняя сторона конечностей и бёдер более светлая, подошвы и нижняя сторона пальцевых дисков белые.
Основные отличия от близкородственных видов Eleutherodactylus martinicensis и E. johnstonei — более крупные размеры, сравнительно широкие подушечки на пальцах, одинаковая длина двух внутренних задних пальцев, двудольный голосовой мешок, а также песня, состоящая из трёх, а не двух нот (см. ниже).
Вид обитает во влажных регионах на относительно больших высотах над уровнем моря. Яйца развиваются без личиночной стадии. Характерная песня самцов продолжительностью до 0,5 секунды состоит из трёх различимых нот.

## Распространение и охранный статус
Eleutherodactylus amplinympha — эндемик внутренних районов острова Доминика. Встречается в различных природных зонах, но преимущественно является лесным обитателем, предпочитая дождевые леса на относительно больших высотах — от 300 (по другим данным, 400) до 1200 м над уровнем моря), — где они становятся менее густыми. Типовое сосредоточение — окрестности озера Фрешуотер.
В пределах ареала вид достаточно широко распространён, занимая ту же экологическую нишу, что E. martinicensis на меньших высотах над уровнем моря. Хотя горные дождевые леса в силу своей труднодоступности в целом лишь минимально страдают от человеческой деятельности, в южной части острова происходит разрушение привычной для вида экологической обстановки из-за фермерства и лесозаготовок. E. amplinympha встречается в районах, где привычная для неё среда обитания частично разрушена человеком, в том числе рядом с дорогами и гидроэнергетическим комплексом в национальном парке Морн-Труа-Питон. Высказывается предположение, что происходит вытеснение E. amplinympha из его исторического ареала интродуцированным видом E. martinicensis.
Международный союз охраны природы причисляет E. amplinympha к вымирающим видам. Основаниями для этого являются общая малая площадь ареала (менее 5 тысяч км²) и малое количество известных мест сосредоточений (менее пяти), а также общая деградация привычной среды обитания.